# جشنواره فیلم کن ۲۰۱۲
جشنواره فیلم کن ۲۰۱۲، شصت و پنجمین دوره جشنواره فیلم کن (به انگلیسی: The 65th annual Cannes Film Festival) بود که از تاریخ ۱۶ مه ۲۰۱۲ تا ۲۷ می ۲۰۱۲ با حضور ۹۱ فیلم از حدود ۳۰ کشور جهان در شهر کن در جنوب فرانسه برگزار شد. نانی مورتی کارگردان ایتالیایی، ریاست هیئت داوران و برنیس بژو، بازیگر فرانسوی، مجری مراسم افتتاحیه و مراسم شب اختتامیه بر عهده داشتند.
جشنواره با فیلم قلمرو طلوع ماه ساخته فیلمساز آمریکایی، وس اندرسن، در سواحل کوت آزور در شهر کن در جنوب فرانسه، افتتاح شد و پس از دوازده روز با اکران فیلم فرانسوی ترز د به کار خود پایان داد.
میشائیل هانکه، کارگردان اتریشی با فیلم عشق نخل طلای جشنواره فیلم کن را از آن خود کرد. این دومین بار است که این کارگردان، نخل طلای کن را به دست می‌آورد، پیشتر و در سال ۲۰۰۹ برای فیلم روبان سفید برنده نخل طلا شده بود.
در این دوره از جشنواره همه ۲۲ فیلم حاضر در بخش مسابقها را مردها کارگردانی کرده‌اند. نسخه ترمیم شده فیلم روزی روزگاری در آمریکا در ۲۶۹ دقیقه، ساخته فیلمساز ایتالیایی سرجیو لئونه، هم از برنامه‌های جنبی کن امسال بود.
یکی از موضوعات مورد توجه در جشنواره امسال فیلم کن موضوع بهار عرب و تحولات اخیر در کشورهای عربی بود. یکی از میهمانان ویژه کن یوسری نصرالله کارگردان پنجاه و پنج ساله مصری بود که با فیلم پس از نبرد که فیلمی در مورد انقلاب اخیر مصر است در بخش مسابقه شرکت کرد.

## سینمای ایران
فیلم مثل یک عاشق تازه‌ترین ساخته عباس کیارستمی، سینماگر ایرانی، به عنوان یکی از ۲۲ فیلم بخش مسابقه حضور داشت. مستند داستانی من ندا هستم به کارگردانی نیکول کیان صدیقی که بر اساس زندگی ندا آقا سلطان ساخته‌شده یکی از سه فیلم کوتاهی است که برای شرکت در بخش موسوم به غرفه آمریکایی فیلمسازان تازه‌نفس در جشنواره کن انتخاب شده‌بود.
در حاشیه جشنواره، اتحادیه اروپا طی مراسمی جایزه مدیا و شصت هزار یورویی برای کمک به ساخت فیلم بعدی اصغر فرهادی کارگردان ایرانی و الکساندر مالگی تهیه‌کننده فیلمش از شرکت ممنتو فیلمز برای فیلمی که اصغر فرهادی در پاییز امسال در فرانسه خواهد ساخت اهدا کرد.

## جایزه استعدادهای نوظهور
شایلین وودلی و ازرا میلر دو بازیگر جوان آمریکایی برنده امسال جایزه شوپارد یا جایزه استعدادهای نوظهور در کن شدند.

## مسابقه
فیلم‌های زیر برای بخش مسابقه انتخاب شده‌اند:
| عنوان فارسی                    | عنوان اصلی                         | کارگردان       | کشور تولیدکننده/کشورها                |
| ------------------------------ | ---------------------------------- | -------------- | ------------------------------------- |
| قلمرو طلوع ماه (فیلم افتتاحیه) | —                                  | وس اندرسن      | آمریکا                                |
| زنگار و استخوان                | De rouille et d'os                 | ژاک اودیار     | فرانسه، بلژیک                         |
| موتورهای مقدس                  | —                                  | لیوس کاراکس    | فرانسه، آلمان                         |
| کازموپلیس                      | —                                  | دیوید کراننبرگ | کانادا، فرانسه، ایتالیا، پرتغال       |
| گزارشگر                        | —                                  | لی دنیلز       | ایالات متحده                          |
| آن‌ها را با ملایمت بکش          | —                                  | اندرو دامینیک  | ایالات متحده                          |
| واقعیت                         | —                                  | ماتئو گارونه   | ایتالیا                               |
| عشق                            | Amour                              | میشائل هانکه   | فرانسه، آلمان، اتریش                  |
| بی‌قانون                        | —                                  | جان هیلکوت     | ایالات متحده                          |
| در کشور دیگر                   | 다른 나라에서, Da-Reun Na-Ra-e-Suh | هونگ سانگ-سو   | کره‌جنوبی                              |
| طعم پول                        | 돈의 맛, Donui Mat                 | ایم سانگ-سو    | کره‌جنوبی                              |
| مثل یک عاشق                    | ライク・サムワン・イン・ラブ       | عباس کیارستمی  | فرانسه، ژاپن                          |
| سهم فرشتگان                    | —                                  | کن لوچ         | انگلستان، فرانسه                      |
| در مه                          | В тумане, Im Nebel                 | سرگئی لوزنیتسا | آلمان، هلند، بلاروس، روسیه، لیتوانی   |
| آن‌سوی تپه‌ها                    | Dincolo de dealuri                 | کریستین مونجیو | رومانی                                |
| پس از نبرد                     | بعد الموقعة, Baad el Mawkeaa       | یسری نصرالله   | مصر                                   |
| ماد                            | —                                  | جف نیکولز      | ایالات متحده                          |
| هنوز هیچی ندیده‌ای              | Vous n'avez encore rien vu         | آلن رنه        | فرانسه                                |
| پس از ظلمت، نور                | —                                  | کارلوس ریگاداس | فرانسه، مکزیک، هلند                   |
| در جاده                        | —                                  | والتر سالس     | برزیل، فرانسه، انگلستان، ایالات متحده |
| بهشت: عشق                      | Paradies: Liebe                    | اولریش سیدل    | اتریش، آلمان، فرانسه                  |
| شکار                           | Jagten                             | توماس وینتربرگ | دانمارک، سوئد                         |

## نوعی نگاه
| عنوان فارسی                                   | عنوان اصلی                                                                         | کارگردان                                                                                   | کشور تولیدکننده |
| --------------------------------------------- | ---------------------------------------------------------------------------------- | ------------------------------------------------------------------------------------------ | --------------- |
| خانم دوست‌داشتنی*                              | —                                                                                  | آشیم آلووالیا                                                                              | هند             |
| لا پلایا دی‌سی*                                | La Playa                                                                           | خوان آندرس آرانگو                                                                          | کلمبیا          |
| اسب‌های خدا                                    | Les Chevaux De Dieu                                                                | نبیل آیوش                                                                                  | مراکش           |
| کودکان سارایوو                                | Djeca                                                                              | آیدا بگیچ                                                                                  | بوسنی و هرزگوین |
| رنوار                                         | Renoir                                                                             | ژیل بوردوس                                                                                 | فرانسه          |
| سه دنیا                                       | Trois monde                                                                        | کاترین کورسینی                                                                             | فرانسه          |
| ضدویروس*                                      | —                                                                                  | براندون کراننبرگ                                                                           | کانادا          |
| هفت روز در هاوانا                             | 7 días en La Habana                                                                | خولیو مودم لورن کانته خوان کارلوس تابیو بنیچیو دل تورو گاسپار نوا پابلو تراپرو الیا سلیمان | اسپانیا         |
| شب بزرگ                                       | Le grand soir                                                                      | بنوا دلپین، گوستا کرورن                                                                    | فرانسه          |
| به‌هرحال لارنس                                 | —                                                                                  | خاویر دولان                                                                                | کانادا          |
| Después de Lucía                              | Después de Lucía                                                                   | میشل فرانکو                                                                                | مکزیک           |
| Gimme the Loot*                               | Gimme the Loot                                                                     | آدام لئون                                                                                  | ایالات متحده    |
| دوست داشتن بدون دلیل                          | Aimer à perdre la raison                                                           | یواکیم لافوسه                                                                              | فرانسه، بلژیک   |
| دانش‌آموز                                      | —                                                                                  | دارژان عمربایف                                                                             | قزاقستان        |
| قایقران                                       | La Pirogue                                                                         | موسی توره                                                                                  | سنگال           |
| فیل سفید                                      | Elefante blanco                                                                    | پابلو تراپرو                                                                               | آرژانتین        |
| اعتراف یک فرزند قرن                           | La confession d'un enfant du siècle                                                | سیلوی ورید                                                                                 | فرانسه          |
| ۲۵ نوامبر روزی که او سرنوشت خود را انتخاب کرد | 自決の日 三島由紀夫と若者たち, 11.25 Jiketsu no Hi: Mishima Yukio to Wakamonotachi | کوجی واکاماتسو                                                                             | ژاپن            |
| معما                                          | 浮城谜事                                                                           | لو یه                                                                                      | چین             |
| هیولاهای باغ وحش جنوب*                        | —                                                                                  | بن زیتلین                                                                                  | ایالات متحده    |

## بخش خارج از مسابقه
| عنوان فارسی           | عنوان اصلی           | کارگردان                         | کشور تولیدکننده |
| --------------------- | -------------------- | -------------------------------- | --------------- |
| من و تو               | Io e te              | برناردو برتولوچی                 | ایتالیا         |
| ماداگاسکار ۳          | —                    | اریک دارنل تام مگراث کنراد ورنون | ایالات متحده    |
| همینگوی و گلهورن      | Hemingway & Gellhorn | فیلیپ کافمن                      | ایالات متحده    |
| ترز د (فیلم اختتامیه) | Thérèse Desqueyroux  | کلود می‌لر                        | فرانسه          |

## نمایش نیمه شب
| عنوان فارسی        | عنوان اصلی              | کارگردان     | کشور تولیدکننده          |
| ------------------ | ----------------------- | ------------ | ------------------------ |
| دراکولا سه‌بعدی     | Dario Argento's Dracula | داریو آرجنتو | ایتالیا، فرانسه، اسپانیا |
| یاقوت کبود*        | The Sapphires           | وین بلر      | استرالیا                 |
| دیوانه‌وار          | Maniac                  | فرانک خالفون | ایالات متحده، فرانسه     |
| افسانه عشق و صداقت | 愛と誠, Ai to Makoto    | تاکشی می‌که   | ژاپن                     |

## نمایش ویژه
| عنوان فارسی                         | عنوان اصلی                    | کارگردان                          | کشور سازنده            |
| ----------------------------------- | ----------------------------- | --------------------------------- | ---------------------- |
| آلاینده بهشت                        | Der Müll im Garten Eden       | فاتح آکین                         | آلمان                  |
| رومن پولانسکی: یک زندگی‌نامه سینمایی | Roman Polanski: A Film Memoir | لورن بوزرو                        | انگلستان، آلمان        |
| Trashed                             | Trashed                       | Candida Brady                     | انگلستان               |
| The Central Park Five               | The Central Park Five         | کن برنز، سارا برنز، دیوید مکماهون | ایالات متحده           |
| نامرئی‌ها                            | Les Invisibles                | سباستین لیفشیتز                   | فرانسه                 |
| روزنامه فرانسه                      | Journal de France             | کلودین نوگاره، ریموند دوپاردون    | فرانسه                 |
| A Música Segundo Tom Jobim          | A Música Segundo Tom Jobim    | نلسون پری‌یرا دوس سانتوس           | برزیل                  |
| Villegas*                           | Villegas                      | گونزالو توبال                     | آرژانتین، هلند، فرانسه |
| هتل مکونگ                           | Mekong Hotel                  | آپیچاتپونگ ویراستاکول             | تایلند                 |
| مقاومت                              | The Resistance                | پنگ ژانگ لی                       | چین                    |